# Elisir (Tedua)
Elisir è un singolo del rapper italiano Tedua, pubblicato il 7 giugno 2019.

## Tracce
1. Elisir – 2:54

## Classifiche
| Classifica (2019) | Posizione massima |
| ----------------- | ----------------- |
| Italia            | 5                 |